# H. Jeff Kimble
H. Jeffrey Kimble (* 23. April 1949 in Floydada, Texas; † 2. September 2024), kurz H. Jeff Kimble, war ein US-amerikanischer Physiker.
Kimble forschte auf dem Gebiet der Quantenoptik, Quanten-Information, der Hohlraum-Quanten-Elektrodynamik sowie der Quantendynamik offener Systeme einschließlich der quantenmechanischen Messung. Kurz nach der ersten Photonen-Teleportation durch Anton Zeilinger demonstrierte 1998 eine von Kimble geleitete Forschungs-Kooperation die Quanten-Teleportation von Quanten-Zuständen.

## Leben
Kimble absolvierte den B.S. in Physik 1971 mit summa cum laude an der Abilene Christian University. Er setzte sein Physik-Studium an der University of Rochester fort, wo er 1973 den Master machte und 1978 bei Leonard Mandel promoviert wurde. Mit Mandel und M. Dagenais demonstrierte er 1977 Photon Antibunching. Von 1977 bis 1979 arbeitete er als Associate Senior Research Physicist in den General Motors Research Laboratories. Anschließend war er zuerst Assistant (1979–1985), dann Associate (1985–1988) und schließlich Full Professor (1988–1989) für Physik an der University of Texas at Austin. Ab 1989 war er William L. Valentine Professor für Physik am California Institute of Technology.
In der Laudatio für den Herbert-Walther-Preis wurden eine Vielzahl von Pionierleistungen sowohl auf experimentellem als auch auf theoretischem Gebiet hervorgehoben. Neben Beiträgen zur Quantenteleportation und Photon Antibunching unter anderem die Demonstration eines Quanten-Phasengatters in der Quantenlogik, der erste Ein-Atom-Laser, Ein-Photonenquellen basierend auf einzelnen Atomen in Resonatoren, Quantenverschränkung zwischen atomaren Ensemblen. Er leistete auch wesentliche Beiträge zu Gequetschtem Licht, Pionierarbeiten in der Hohlraum-Quantenelektrodynamik, zum EPR-Experiment, dem Austausch von Quantenzuständen zwischen Licht und Materie, Quantenrepeatern und in der Opto-Nanomechanik.
Ab 1989 hatte Jeff Kimble einen Lehrstuhl am California Institute of Technology. Neben seiner Forschungstätigkeit prägte er als akademischer Lehrer eine ganze Generation von Schülern. 
Er starb am 2. September 2024 im Alter von 75 Jahren.

## Auszeichnungen
Kimble war Fellow der American Association for the Advancement of Science, Mitglied der National Academy of Sciences (2002), Fellow der American Physical Society und der Optical Society of America.
- 1989: Einstein Prize for Laser Science der Society for Optical and Quantum Electronics
- 1990: Albert A. Michelson Medal vom Franklin Institute
- 1996: Max Born Award der Optical Society of America
- 1998: International Quantum Communication Award
- 2004: Julius Edgar Lilienfeld Prize der American Physical Society
- 2006: Berthold Leibinger Zukunftspreis für angewandte Lasertechnologie
- 2013: Herbert-Walther-Preis für Pionierleistungen in der Quantenoptik, Hohlraum-Quantenelektrodynamik und Quanteninformationstheorie.

## Schriften (Auswahl)
- mit M. Dagenais, L. Mandel: Photon Antibunching in Resonance Fluorescence, Phys. Rev. Lett., Band 39, 1977, S. 691, Abstract
- Squeezed states of light: an (incomplete) survey of experimental progress and prospects, Physics Reports, Band 219, 1992, S. 227–234 (Proc. 20. Solvay-Kongress über Quantenoptik)
- mit J. I. Cirac, Peter Zoller, M. Mabuchi: Quantum State Transfer and Entanglement Distribution among Distant Nodes in a Quantum Network, Phys. Rev. Lett., Band 78, 1997,  S. 3221, Abstract
- mit Samule L. Braunstein: Teleportation of Continuous Quantum Variables, Phys. Rev. Lett., Band 80, 1998, S. 869, Abstract
- Strong interactions of single atoms and photons in cavity QED, Physica Scripta, T 76, 1998, S. 127
- mit A. Kuzmich u. a.: Generation of nonclassical photon pairs for scalable quantum communication with atomic ensembles, Nature, Band 423, 2003, S. 731–734, Abstract
- mit J. McKeever u. a.: Experimental realization of a one-atom laser in the regime of strong coupling, Nature, Band 425, 2003, S. 268–271, Abstract
- mit L.-M. Duan: Scalable Photonic Quantum Computation through Cavity-Assisted Interactions, Phys. Rev. Lett., Band 92, 2004, S. 127902, Abstract
- mit J. McKeever u. a.: Deterministic Generation of Single Photons from One Atom Trapped in a Cavity, Science, Band 303, 2004, S. 1992–1994, Abstract
- mit K. M. Birnbaum u. a.: Photon blockade in an optical cavity with one trapped atom, Nature, Band 436, 2005, S. 87–90, Abstract
- mit T. Aoki u. a.: Observation of strong coupling between one atom and a monolithic microresonator, Nature, Band 443, 2006, S. 671–674, Abstract
- The Quantum Internet, Nature, Band 453, 2008, S. 1023–1030, Abstract

## Verweise

### Belege
- Kimbles Leben und Wirken; bei American Physical Society (engl.)

1. ↑  Vorstellung Kimbles am MIT für Gastvorlesung (engl.)
2. ↑  Telepolis, 17. Juni 2004: „Durchbruch in der Quantenphysik“
3. ↑  A. Furusawa, J. L. Sørensen, S. L. Braunstein, C. A. Fuchs, H. J. Kimble, E. S. Polzik Unconditional Quantum Teleportation, Science, Band 282, 1998, S. 706–709, Abstract
4. ↑  Kimble, Dagenais, Mandel Photon antibunching in resonance fluorescence, Phys.Rev. Letters, Bd. 39, 1977, S. 691. Vorhergesagt in Kimble, Mandel Theory of Resonance fluorescence, Phys. Rev. A, Bd. 13, 1976, S. 2123.
5. ↑  Herbert Walther Preis (Memento vom 23. September 2015 im Internet Archive)
6. ↑  Caltech Mourns the Passing of Jeff Kimble (1949-2024). In: caltech.edu. 5. September 2024, abgerufen am 10. September 2024 (englisch).

| Personendaten    | Personendaten              |
| ---------------- | -------------------------- |
| NAME             | Kimble, H. Jeff            |
| ALTERNATIVNAMEN  | Kimble, H. Jeffrey         |
| KURZBESCHREIBUNG | US-amerikanischer Physiker |
| GEBURTSDATUM     | 23. April 1949             |
| GEBURTSORT       | Floydada, Texas, USA       |
| STERBEDATUM      | 2. September 2024          |